# الوليدية (مركز حضري)
المركز الحضري الوليدية، هو مركز حضري ساحلي ضمن جماعة الوليدية. ينتمي المركز إداريا إلى دائرة الزمامرة، إقليم سيدي بنور، جهة الدار البيضاء سطات،. يبلغ عدد سكان المركز الحضري 7770 نسمة حسب الإحصاء العام للسكن والسكنى لسنة 2014، يشتهر هذا المركز ببحيرته الشاطئية السياحية، وبمزارع المحار، حيث يستقبل عددا كبيرا من المصطافين خلال فصل الصيف.